# Teatr Komedii w Budapeszcie
Teatr Komedii w Budapeszcie (Vígszínház) – teatr o repertuarze komediowym, zbudowany w stylu neobarokowym według projektu architektów Ferdinanda Fellnera i Hermanna Helmera. Budowę rozpoczęto w roku 1895, otwarcie odbyło się 1 maja 1896. Znajduje się przy Szent István körút 14. Po rozpoczęciu działalności jako kontra wobec konserwatywnego Teatru Narodowego stał się progresywną instytucją kulturalną, a także jednym z najdłużej wciąż działających teatrów w Budapeszcie.

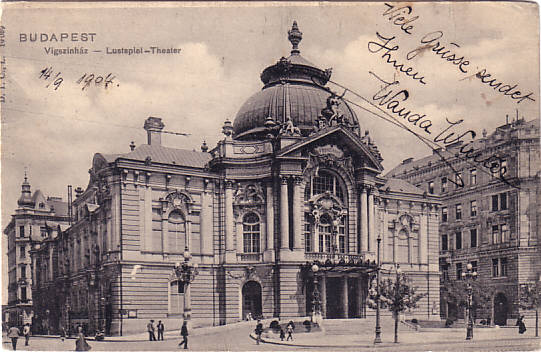
Teatr Komedii w roku 1904

## Historia
Teatr jest dziełem architektów, którzy zaprojektowali 47 budynków teatralnych w krajach Europy. Budynek Teatru Komedii został zbudowany w przeciągu jednego roku, w 1896 r. w oparciu o projekt wiedeńskich architektów Ferdinanda Fellnera i Hermanna Helmera. W tamtym czasie za budynkiem był bagnisty teren. Architektura budynku reprezentuje eklektyczny neobarok. Wnętrza są bogato zdobione złoceniami i dekoracją rzeźbiarską. Dekoracje elewacji są utrzymane w stylu barokowym. Wielkość bryły, jej uroczystość i wysokość miała wyróżniać teatr z miejskiego otoczenia.
Budynek teatru został zbombardowany w ostatnich miesiącach II wojny światowej. W roku 1949 teatr został upaństwowiony. Po odbudowie został otwarty w 1951 roku pod nazwą Teatr Węgierskiej Armii Ludowej (Magyar Néphadsereg Színháza). Do dawnej nazwy powrócił w roku 1961. W roku 1967 teatr otrzymał scenę kameralną o nazwie „Teatr Pesztu” (Pesti Színház) o 530 miejscach w budynku przy Váci útca. W roku 1974 budynek został objęty ochroną konserwatorską.

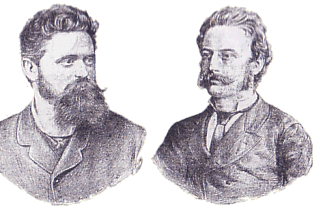
Architekci Helmer i Fellner

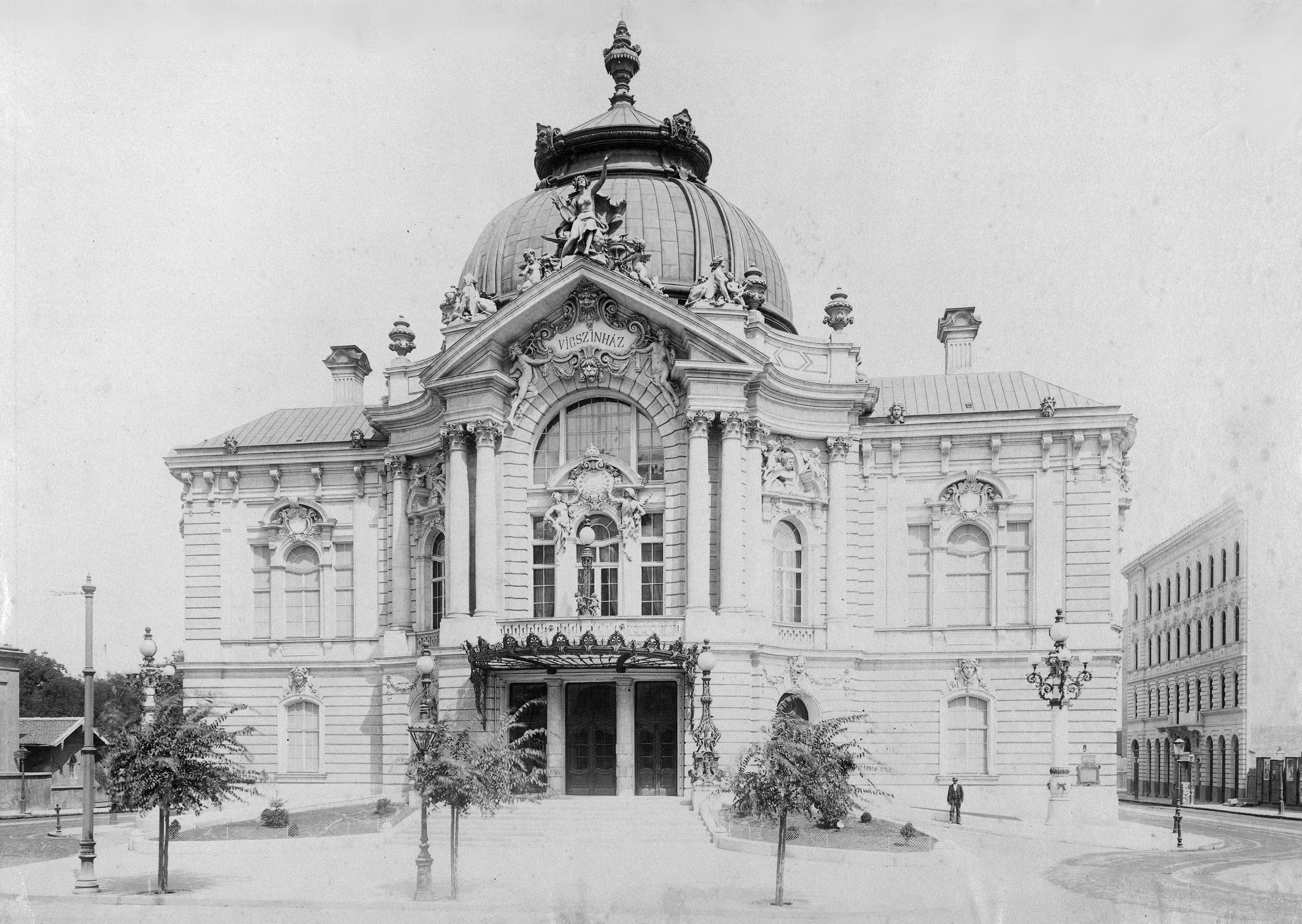
Klösz György: Teatr Komedii. Widok z 1896 r.

W 1992 roku węgierski parlament przeznaczył dwa miliardy forintów na odbudowę Teatru Komedii. Prace rozpoczęto wiosną 1993 roku. W tym czasie teatr nadal prowadził działalność, wystawiając sztuki. Zespół wystawiał kolejny sezon poza budynkiem, grając w teatrze namiotowym ustawionym obok Dworca Zachodniego. Renowację prowadziła architekt Mária Siklós i projektant wnętrz Gábor Schinagl. Renowacja miała na celu przywrócenie atmosfery teatru z przełomu wieków, dlatego w kilku miejscach odtworzono loże. Choć Teatr Komedii zawsze należał do najnowocześniejszych pod względem wyposażenia teatralnego, budynek nie posiadał przestrzeni na kostiumy i scenografię, ani też sceny studyjnej, dlatego zwiększono powierzchnię użytkową starego budynku. Projektanci zamontowali nową podłogę w kształcie litery U, a także zamontowali poddasze. Dach teatru pokryto miedzianą blachą, co zostało nagrodzone nagrodą specjalną w konkursie Dach Roku w 1994 roku. Zgodnie z ponadstuletnią tradycją, w programach teatru dominuje repertuar komediowy oraz musicale. Rocznie kasy teatru sprzedają ok. 350 tysięcy biletów.